# Síndrome de Brown-Séquard
La síndrome de Brown-Séquard és un quadre clínic poc freqüent amb símptomes neurològics específics desencadenada per l'hemisecció medul·lar (generalment la meitat lateral), de la medul·la espinal, que afecta, per sota del punt de la lesió, a la funció motora d'un costat de la medul·la espinal, produint paràlisi del mateix cantó de la lesió. Hi ha una pèrdua del tacte epicrític i de la propiocepció, ambdues són ipsilaterals (del mateix costat de la lesió) doncs aquestes vies s'entrecreuen a nivell del bulb protuberancial. També produeix una alteració de la termoalgèsia contralateral a la lesió.

## Causes
El seu origen és, habitualment, traumàtic.

## Clínica
Totes les següents manifestacions es presenten per sota de la lesió:
- Paràlisi homolateral (per lesió de la via piramidal)
- Pèrdua del tacte epicrític (fi) ipsilateral (per lesió dels cordons posteriors de Goll i Burdach)
- Pèrdua de la propiocepció ipsilateral (per lesió dels cordons posteriors de Goll i Burdach)
- Termoanalgesia contralateral (pèrdua del dolor i sensació de temperatures. Per lesió del feix espinotalàmic abans de la seva decussació).

A més, en el punt de lesió es produeix anestèsia total (pèrdua de tacte epicrític, termoalgèsia i propiocepció).´

## Tractament
Inicialment està fonamentat a eliminar la causa, de ser possible. Els esteroides són usats en altes concentracions en alguns casos, així com l'alleujament de símptomes i malestars, especialment el dolor. El pronòstic varia depenent de la causa de la síndrome.